# Pieter Engels

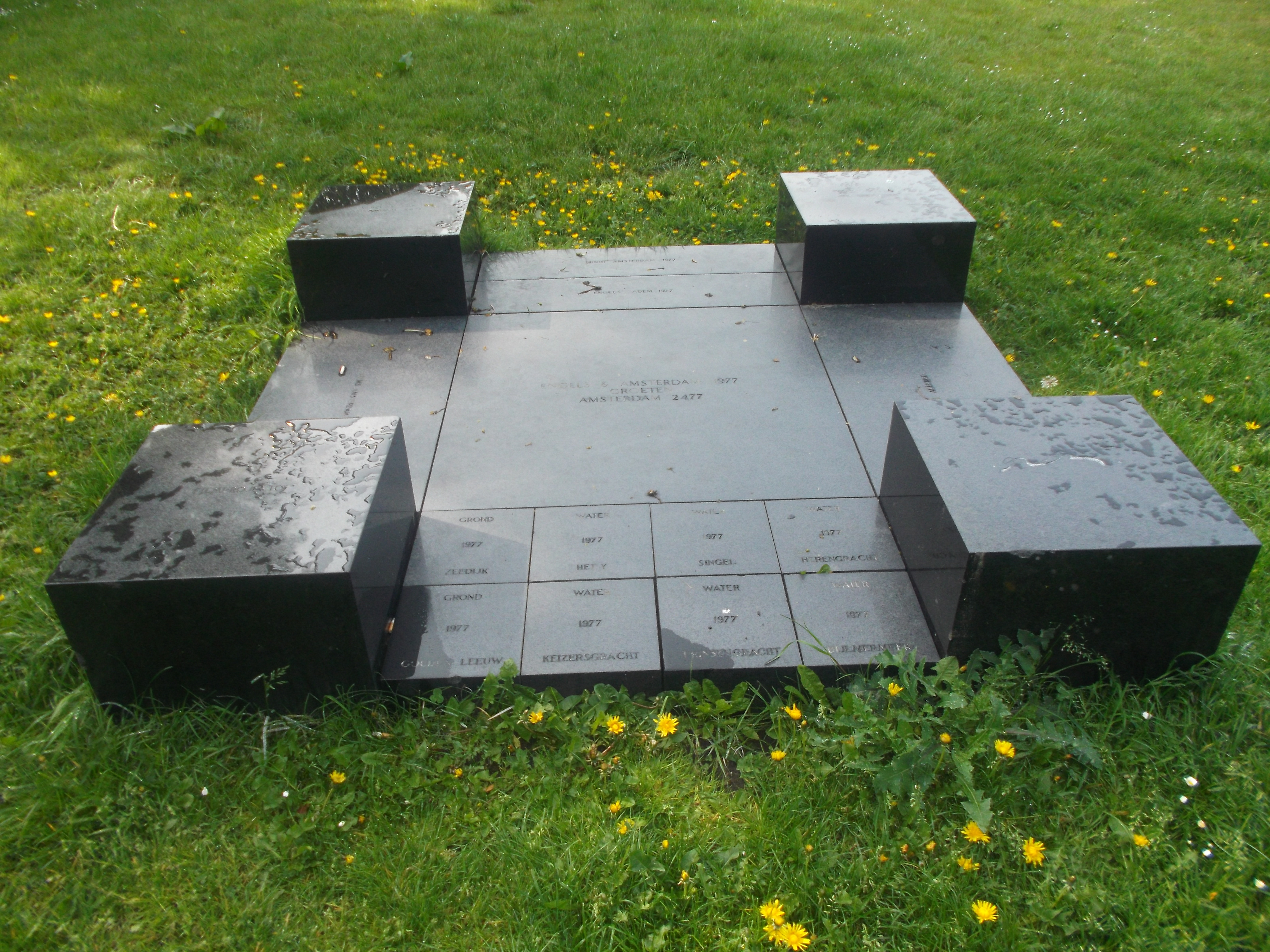
monument voor de stad Amsterdam

Pieter Engels (Rosmalen, 3 december 1938 – Amsterdam, 29 maart 2019) was een Nederlands conceptueel kunstenaar. Met name in de jaren zestig had hij een voortrekkersrol met de oprichting van zijn eigen kunstbedrijf EPO. Door middel van EPO gaf hij een kritische blik op waarden als uniciteit en authenticiteit en kunst als vorm van individuele expressie, maar ironiseerde hij ook het marktmechanisme dat een belangrijk onderdeel was en is van de kunstsector.

## Biografie
Engels studeerde van 1955-1958 aan de Koninklijke School voor Beeldende Kunsten in 's-Hertogenbosch. Daarna volgde hij vier jaar een studie aan de Rijksakademie van beeldende kunsten in Amsterdam. In 1958 tijdens zijn propedeutisch jaar, won Engels de Koninklijke Prijs voor Vrije Schilderkunst.
In 1964 richtte Engels het bedrijf EPO op: Engels Products Organization, waarvan hij de directeur was. Simon Es, een pseudoniem, was zijn fictieve salespromotor. EPO maakte producten in plaats van kunst. Voorbeelden zijn de door Engels beschadigde en vervolgens 'herstelde' meubelen, prototypes en assemblages. Ook werden er 'Wonder events' aangeboden, waaronder een flacon met door Engels uitgeademde lucht, het doorknippen door Engels van een geldig bankbiljet of het laten beschadigen van een auto door Engels. Het bedrijf en de producten werden aan de man gebracht door folders, posters en flyers.
In 1966 werd in Galerie 845 op de Prinsengracht een aantal jaar een showroom genaamd Engels Room ingericht. De nieuwste werken van Engels werden tentoongesteld in een ruimte die volledig goud geschilderd was. Twee maanden per jaar stelde Engels de ruimte beschikbaar aan collega's.
In 1971 bood hij middels een brief aan minister Marga Klompé zijn 'stakingsproject' aan. Voor een bedrag van 25.000.000 gulden bood hij het Koninkrijk der Nederlanden zijn levenslange staking als beeldend kunstenaar aan.

## Werk in de openbare ruimte
- Monument voor de stad Amsterdam.

## Tentoonstelling
In het Amsterdamse Stedelijk wordt in 1965 de eerste Atelier tentoonstelling door Edy de Wilde georganiseerd, de bedoeling van deze tentoonstellingen is om jong en veelbelovend talent te presenteren aan het grote publiek.  Pieter Engels is een van de deelnemers. Hij exposeert onder andere een herstelde stoel.
In 1966 heeft Pieter Engels zijn eerste tentoonstelling in het Gemeente Museum in Den Haag , het tegenwoordige Kunstmuseum Den Haag, hij exposeert daar met prototypes van papier en andere E.P.O. Producten.
In 1967 op de vijfde Biënnale van Parijs, Montreal en San Marino, brengt Engels zijn Engels Products en presenteert zichzelf als de recreator animator, de man met de gouden handen en het gouden brein, de ideeënman en imagebouwer.
Op de vierde Documenta te Kassel in 1968 exposeert Engels onder andere met een lege lijst: een modern landschap, geen lucht, geen golven (Modern landscape, The emperor’s clothes) en een slecht geconstrueerd doek (A bad constructed canvas). De overige Nederlandse exposanten zijn: Schoonhoven, Van Golden, Manders, Dekkers en Visser.
In 1969 presenteert Engels een E.P.O. Show in het van Abbemuseum. Hij brengt daar onder andere nieuwe producten van ENIO, Engels New Interment Organization, de dochteronderneming van E.P.O. ENIO houdt zich vooral bezig met nieuwe ontwikkelingen in de uitvaartbranche: Modern Death Events.
Tevens in 1969 heeft Engels in het Stedelijk Museum te Amsterdam een Solo-tentoonstelling. Ook hier presenteert hij de nieuwe producten van E.P.O en ENIO. De Modern Death Events, waaronder exclusief in het Stedelijk: slumber room for 1.25 m2 , Van Besouw’ Carpet.
In 1972 heeft Engels een tentoonstelling in het prentenkabinet van het Stedelijk Museum Amsterdam met tekeningen. De gevarieerdheid van de inhoud heeft beeldend een dito resultaat.
Onder de titel Pieter Engels selfportrait of this century had Engels in 1973 een tentoonstelling in het ICC van Antwerpen, waar hij werk laat zien uit de periode tussen 1965 en 1973. E.P.O. Products, ENIO Products en producten van de nieuwe dochteronderneming ETI: Engels Third Institute for research in subcultural brainbuilding.
Engels "THE SELFPORTRAIT OF THIS CENTURY" heeft in 1975 een grote overzichtstentoonstelling in Museum Boymans van Beuningen. De tentoonstelling wordt ingeleid door de hoofdconservator Renilde Hammacher en een performance van Pieter Engels. Hij schildert in het donker het portret van de toeschouwer om het portret vervolgens in een kist die vergrendeld dient te blijven tot het einde der tijden op te bergen. Dit alles in het donker.
Met werken als Art Is The Arrangement en Dilemma heeft Pieter Engels een tentoonstelling in de Vleeshal in Middelburg in 1980.
In 1981 heeft Pieter Engels een tentoonstelling in het Stedelijk Museum Amsterdam, met onder andere een serie zwart-witschilderijen, genaamd Parallel landscapes. 
In 1991 heeft Engels een tentoonstelling in het Nijmeegs Museum de Commanderie van Sint Jan, met schilderijen uit twee periodes: de zwart-witte Parallel landscapes en de kleurige Remembrandts.
Van 12 december 2010 tot 27 februari 2011 organiseerde het Museum Jan Cunen een overzichtstentoonstelling van zijn werk, met nadruk op de periode 1960-1975. Bij deze tentoonstelling werd een overzichtscatalogus uitgegeven met een literaire bijdrage van Paul Mennes.
Op de tentoonstelling 101 jaar lachen om kunst in de Haarlemse hallen en het Frans Hals museum in 2017 was ook een aantal werken van Pieter Engels te zien. Het betreft vroege werken, zoals A Bad Constructed Canvas, een herstelde stoel, een doorgeknipt bankbiljet, een Economic Sculpture alsmede een aantal late werken waarin hij andere kunstenaars persifleert, parodieert of citeert.
"PIETER ENGELS FABULOUS OLDEST HITS" was een tentoonstelling in SMAK Gent van 22 april - 10 september 2023.

## Werken in collecties
Stedelijk Museum Amsterdam
Museum Boymans van Beuningen Rotterdam
Kunstmuseum Den Haag
Museum Voorlinden Wassenaar
SMAK  Gent
MUHKA Antwerpen
Van Abbemuseum Eindhoven
Centraal Museum Utrecht
Kroller Muller 
Eye Filmmuseum Amsterdam
Museum Jan Cunen